# انور عبدالغنی
انور عبدالغنی (انگلیسی: Anwar Abdul Ghanee؛ زادهٔ ۱۷ سپتامبر ۱۹۸۰) بازیکن فوتبال اهل مالدیو بود.
از باشگاه‌هایی که در آن بازی کرده است می‌توان به اشاره کرد.
وی همچنین در تیم ملی فوتبال مالدیو بازی کرده است.